# 小行星1752
小行星1752（1752 van Herk）是一颗围绕太阳公转的小行星。1930年7月22日，亨德里克·范根特在约翰内斯堡发现了此天体。
該小行星以荷蘭天文學家吉斯伯特·范赫克（Gijsbert van Herk）命名。
这颗小行星的绝对星等为98.5085623184917等。